# Sainsbury's Active Kids

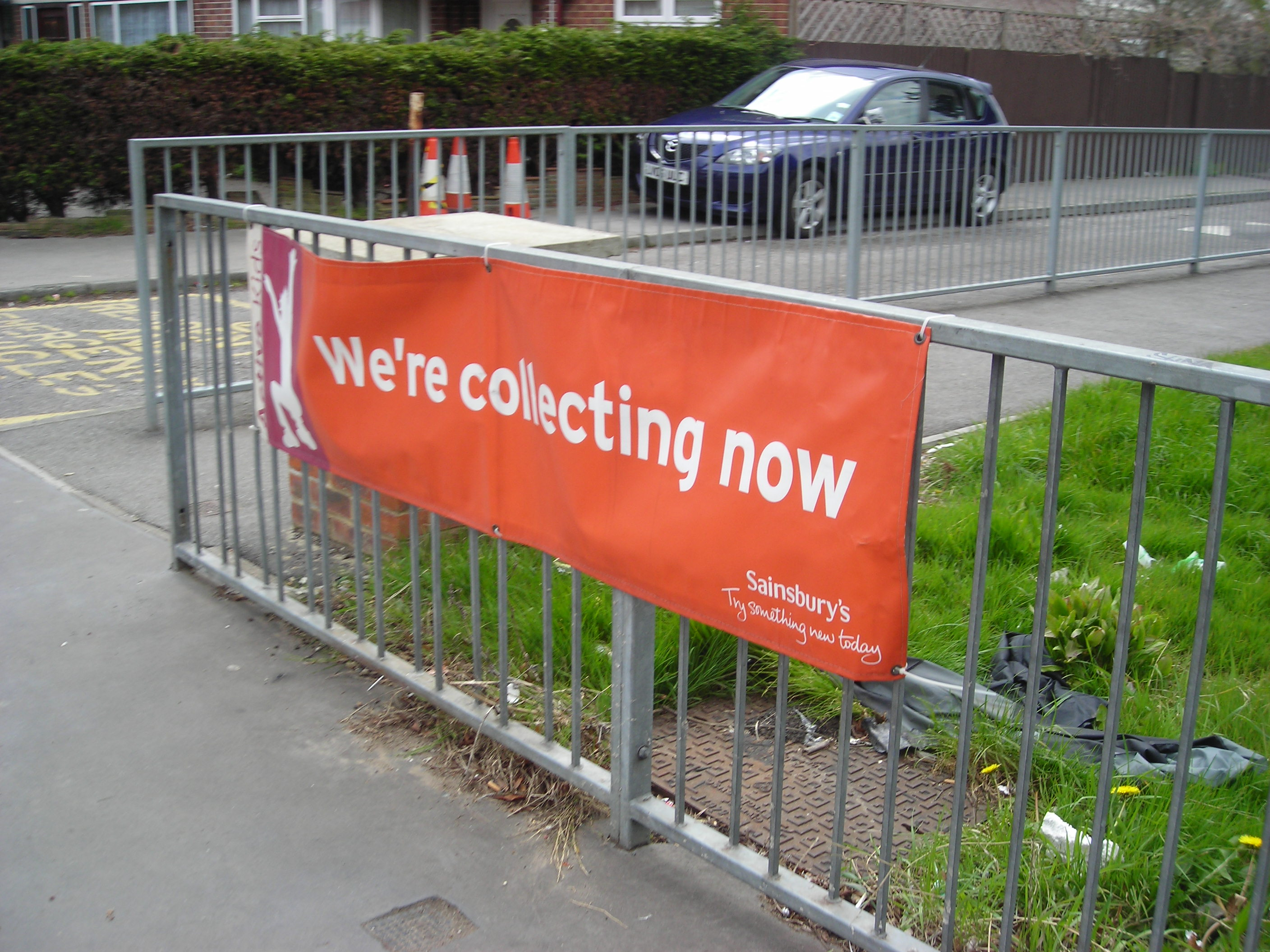
Une bannière Sainsbury's Active Kids à l'extérieur d'une école. Les jetons sont collectées dans les magasins, et sont échangés contre de l'équipement de sport.

Sainsbury's Active Kids était le nom d'une campagne de distributions de bons lancée par Sainsbury's. Les crèches, les écoles, les groupes de scouts et les clubs de sports accrédités d'un Clubmark, pouvaient échanger des bons contre du matériel de sport, de cuisine, ou le contre le fait de pouvoir pratiquer une activité comme la danse, les arts-martiaux ou la fitness.
Quand cela fut lancé, en 2005, on ne pouvait alors échanger les bons que contre des articles de sport, et les possibilités se sont étendues au fil des ans pour inclure le matériel de cuisine. L'équivalent en valeur, des échanges réalisés par Sainsbury's à travers le Royaume-Uni, s'élève à plus de 170 millions de livres-sterling.
En 2011, Sainsbury's fit appel à des ambassadeurs dans sa campagne Active Kids pour faire en sorte d'accroître la participation, en commençant avec David Beckham. En 2014, il a été annoncé qu'à partir de 2015, Beckham serait remplacé par un autre joueur de football: Daniel Sturridge.
- David Beckham 2011-2014
- Ellie Simmonds 2011-2017
- Jonnie Peacock 2011-2017
- Daniel Sturridge 2015-2017
- Lucy Bronze 2015-2017

Le projet était mis en place une fois par an, entre fin janvier et début mai.